# ستيليت

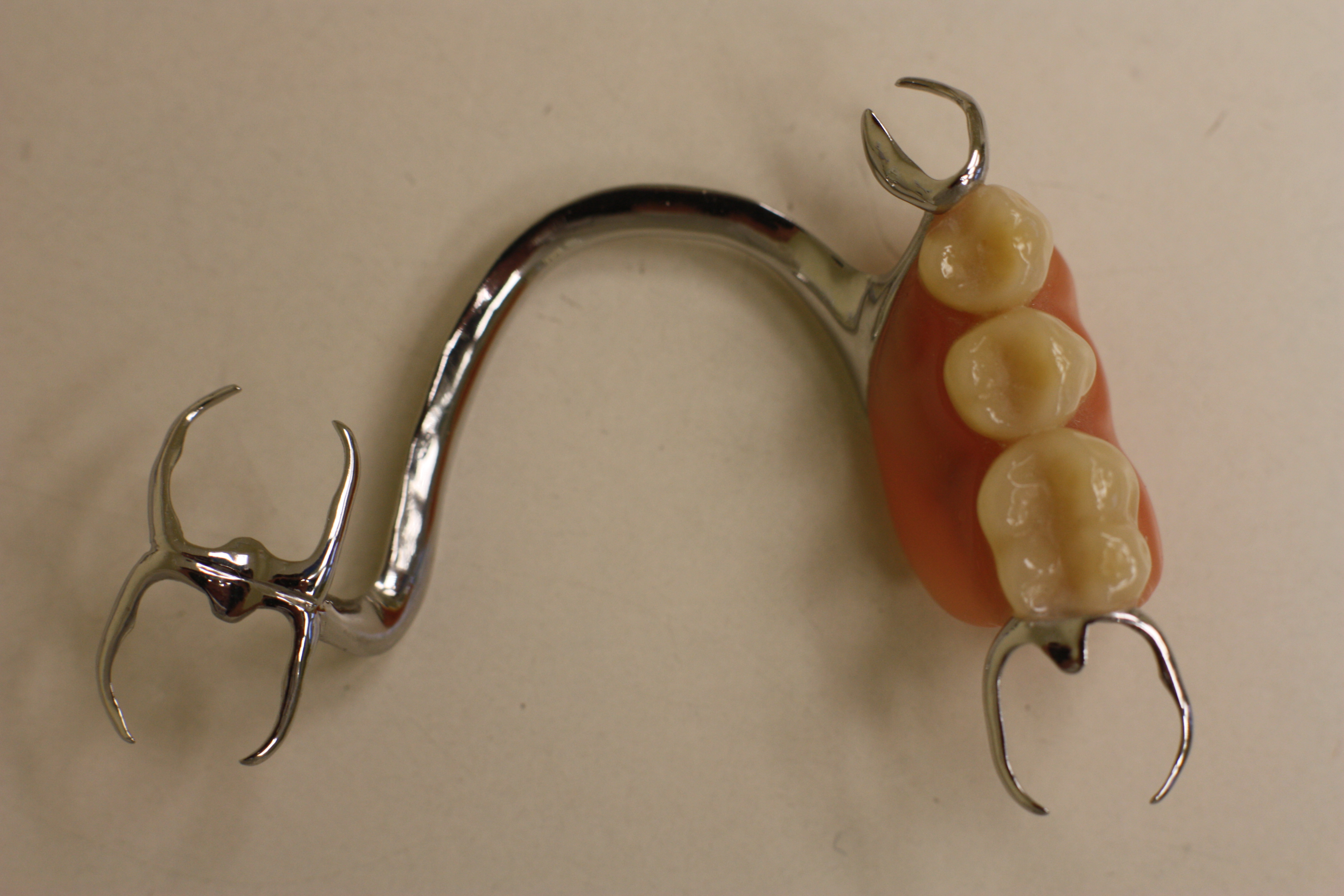
طقم أسنان جزئي

الستيليت Stellite هو مصطلح يطلق على مجموعة من سبائك الكوبالت والكروم،والتي تمتاز بمقاومتها للاهتراء. يمكن أن تحوي سبائك الستيليت على نسب أخرى من التنغستن أو الموليبدنوم أو الكربون.

## التاريخ
الستيليت هي علامة تجارية لشركة كيناميتال Kennametal؛ وقبل ذلك كانت مملوكة لشركة يونيون كاربيد.
يعود الفضل في اختراع سبيكة الستيليت إلى إلوود هاينز، والذي تمكن من ذلك في أوائل القرن العشرين.
تتألف سبيكة الستيليت نمطياً من الكوبالت بشكل رئيسي، مع وجود نسبة معتبرة من الكروم تصل إلى 33%، ومن التنغستن (إلى حوالي 18%). يمكن أن يتضمن التركيب أيضاً عنصر الموليبدنوم أو النيكل.